# Гайчак
Гайчак (перс. قیچک) — стародавній перський смичковий музичний інструмент.

## Історія
Деякі дослідники вважають що гайчак існував у доісламській Персії в період династії Сасанідів. Письмові джерела згадують гайчак в X столітті як смичковий інструмент поширений в Сістані, Белуджистані та Хорасані. Також в цих джерелах зазначено, що гайчак походить від іншого перського інструменту — рубаба.

## Поширення
Гайчак поширений на південному сході Ірану, в Афганістані, Таджикистані, Пакистані, Індії та Непалі. В Ірані гайчак є головним інструментом як народних свят і фестивалів, так і днів скорботи (вважається що звук гайчака заспокоює почуття і вгамовує почуття скорботиЇ. В Індії цей інструмент популярний у сикхів під назвою сарінда, його популяризував Гуру Арджан Дев. У Непалі гайчак називався саранг і був тісно пов'язаний з місцевою кастою музикантів гандхарва. Традиційно гандхарви ходили від одного ізольованого в горах Непалу села, до іншого, передаючи повісті про стародавніх героїв і битви, а також новини про події, які відбулися в світі.

## Опис
Конструкція гайчака унікальна. Корпус має дві акустичні камери і виготовляється з шовковиці або перського горіха. На нижню камеру натягується шкура альпійського козла, в той час як верхня залишається порожньою. Звук передається з нижньої камери у верхню, в якій посилюється і виходить. З наукової точки зору додавання другої камери покращує акустичні якості, робить інструмент голоснішим і збагачує звук. Гриф і кілки виготовляються з шовковиці або горіха, накладка на гриф з ебена, а поріжок з кісток альпійського козла. На гайчаку грають смичком аналогічним смичку кеменче. На белуджистанському гайчаку є шість резонаторних і шість мелодійних струн, на оркестровому гайчаку резонаторні струни відсутні, а мелодійних чотири. Овальні поглиблення з боків надають інструменту носове звучання. При грі гайчак ставиться вертикально, зазвичай на коліна музиканта.